# 藤原公頼
藤原 公頼（ふじわら の きんより、承安2年〈1172年〉 - 建長2年〈1250年〉）は、鎌倉時代の公家。藤原北家末茂流、中納言・藤原実教の次男。官位は正二位・参議。

## 経歴
後白河院政期の安元2年（1176年）従五位下に叙爵する。元暦元年（1184年）侍従に任官し、文治2年（1186年）丹波守を兼ねる。その後、文治3年（1187年）従五位上、建久元年（1190年）正五位下、建久4年（1193年）従四位下、建久8年（1197年）従四位上と後白河院政期末から後鳥羽院政期初頭にかけて昇進する。しかし、建久4年（1193年）侍従を、建久5年（1194年）丹波守を去ったのちは散位となっており、近衛少将を務めていた義弟（藤原実教の養子）の教成に比べて官職面では恵まれなかった。
建久9年（1198年）正四位下・皇后宮亮に叙任されると、元久元年（1204年）正月の教成に続いて、4月に公頼も従三位に叙せられて公卿に列した。承元2年（1208年）にも正月の教成に続いて、12月に公頼も正三位に昇叙されている。なお、従三位への昇進は父・実教が中納言を辞した代わり、正三位への昇進は実教が按察使を辞した代わりに実現したものであり、養子の教成に対して実子の公頼の昇進が後れを取らないように腐心する実教の様子が窺われる。
その後、教成は異父妹・宣陽門院の威光を背景に承元3年（1209年）参議、承元5年（1211年）権中納言と昇進していく一方で、公頼は承久2年（1220年）正月にようやく参議に任ぜられるが、同年12月には早くも参議を解かれてしまう。その後は、長く前参議のまま議政官に復帰することはなかったが、貞応元年（1222年）従二位に叙せられ、嘉禎3年（1237年）正二位に至った。
建長2年（1250年）11月24日薨去。享年79。最終官位は前参議正二位。

## 官歴
『公卿補任』による。
- 安元2年（1176年） 正月5日：叙位（従五位下）
- 元暦元年（1184年） 3月27日：侍従
- 文治2年（1186年） 4月12日：兼丹波守
- 文治3年（1187年） 正月5日：従五位上（臨時）
- 建久元年（1190年） 正月10日：正五位下
- 建久4年（1193年） 12月29日：従四位下（去侍従叙之）
- 建久5年（1194年） 正月30日：得替
- 建久8年（1197年） 正月6日：従四位上（宣陽門院御給）
- 建久9年（1198年） 3月5日：皇后宮亮（皇后・範子内親王）。11月21日：正四位下（皇后宮御給）
- 建仁2年（1202年） 2月11日：復任（母）
- 元久元年（1204年） 4月12日：従三位（父実教卿辞中納言申叙之）、元皇后宮亮
- 承元2年（1208年） 7月9日：修理大夫（父卿以越中国相転）。12月9日：正三位（父卿辞按察使叙之）
- 建保6年（1218年） 12月9日：止大夫（以弟公広任右馬頭）
- 承久2年（1220年） 正月22日：参議。12月18日：去参議（実停任）
- 承久3年（1221年） 8月29日：修理大夫
- 貞応元年（1222年） 8月11日：従二位（隆衡卿譲北白川院入内）
- 嘉禄3年（1227年） 4月3日：服解（父）。5月29日：復任。10月4日：止大夫（以－－任甲斐守）
- 寛喜3年（1231年） 4月9日：本座（今日若宮御五十日也、為笛参勤云々）
- 嘉禎3年（1237年） 4月9日：正二位
- 建長2年（1250年） 11月24日：薨去（前参議正二位）

## 系譜
『尊卑分脈』による。
- 父：藤原実教
- 母：藤原光隆の娘
- 妻：不詳
  - 女子：藤原基良室（または妾）